# Leucopogon
Leucopogon is een geslacht uit de heidefamilie (Ericaceae). De soorten komen voor in tropisch Azië, het Pacifisch gebied en Australazië.

## Soorten
- Leucopogon abnormis Sond.
- Leucopogon acicularis Benth.
- Leucopogon acuminatus R.Br.
- Leucopogon affinis R.Br.
- Leucopogon allittii F.Muell.
- Leucopogon alternifolius R.Br.
- Leucopogon altissimus Hislop
- Leucopogon amplectens Ostenf.
- Leucopogon amplexicaulis R.Br.
- Leucopogon apiculatus R.Br.
- Leucopogon appressus R.Br.
- Leucopogon assimllis R.Br.
- Leucopogon atherolepis Stschegl.
- Leucopogon attenuatus A.Cunn.
- Leucopogon audax Hislop
- Leucopogon australis R.Br.
- Leucopogon biflorus R.Br.
- Leucopogon blakei Pedley
- Leucopogon blepharolepis F.Muell.
- Leucopogon borealis Hislop & A.R.Chapm.
- Leucopogon bossiaea F.Muell.
- Leucopogon bracteolaris Benth.
- Leucopogon brevicuspis Benth.
- Leucopogon breviflorus F.Muell.
- Leucopogon brevistylis W.Fitzg.
- Leucopogon canaliculatus Hislop
- Leucopogon capitellatus DC.
- Leucopogon carinatus R.Br.
- Leucopogon cinereus E.Pritz.
- Leucopogon clelandii Cheel
- Leucopogon cochlearifolius Strid
- Leucopogon collinus R.Br.
- Leucopogon compactus Stschegl.
- Leucopogon conchifolius Strid
- Leucopogon concinnus Benth.
- Leucopogon concurvus F.Muell.
- Leucopogon confertus Benth.
- Leucopogon conostephioides DC.
- Leucopogon cordatus Sond.
- Leucopogon cordifolius Lindl.
- Leucopogon corymbiformis Hislop
- Leucopogon corynocarpus Sond.
- Leucopogon coryphilus Guillaumin
- Leucopogon costatus (F.Muell.) J.M.Black
- Leucopogon crassiflorus F.Muell.
- Leucopogon cryptanthus Benth.
- Leucopogon cucullatus R.Br.
- Leucopogon cuneifolius Stschegl.
- Leucopogon cuspidatus R.Br.
- Leucopogon cymbiformis A.Cunn. ex DC.
- Leucopogon cymbulae Labill.
- Leucopogon dammarifolius Brongn. & Gris
- Leucopogon darlingensis Hislop
- Leucopogon decrescens Hislop
- Leucopogon deformis R.Br.
- Leucopogon denticulatus W.Fitzg.
- Leucopogon dielsianus E.Pritz.
- Leucopogon distans R.Br.
- Leucopogon diversifolius Hislop
- Leucopogon elatior Sond.
- Leucopogon elegans Sond.
- Leucopogon enervius Guillaumin
- Leucopogon ericoides (Sm.) R.Br.
- Leucopogon esquamatus R.Br.
- Leucopogon exolacius F.Muell.
- Leucopogon fimbriatus Stschegl.
- Leucopogon flavescens Sond.
- Leucopogon fletcheri Maiden & Betche
- Leucopogon flexifolius R.Br.
- Leucopogon florulentus Benth.
- Leucopogon foliosus Hislop
- Leucopogon gelidus (F.Muell.) N.A.Wakef.
- Leucopogon gibbosus Stschegl.
- Leucopogon gilbertii Stschegl.
- Leucopogon glabellus R.Br.
- Leucopogon glacialis Lindl.
- Leucopogon glaucifolius W.Fitzg.
- Leucopogon gnaphalioides Stschegl.
- Leucopogon gracilis R.Br.
- Leucopogon gracillimus DC.
- Leucopogon grammatus Hislop
- Leucopogon grandiflorus Pedley
- Leucopogon hamulosus E.Pritz.
- Leucopogon hirsutus Sond.
- Leucopogon hispidus E.Pritz.
- Leucopogon imbricatus R.Br.
- Leucopogon incisus Hislop
- Leucopogon inflexus Hislop
- Leucopogon infuscatus Strid
- Leucopogon insularis A.Cunn. ex DC.
- Leucopogon interruptus R.Br.
- Leucopogon interstans Hislop
- Leucopogon javanicus de Vriese
- Leucopogon juniperinus R.Br.
- Leucopogon lasiophyllus Stschegl.
- Leucopogon lasiostachys Stschegl.
- Leucopogon lavarackii Pedley
- Leucopogon leptanthus Benth.
- Leucopogon leptospermoides R.Br.
- Leucopogon lloydiorum Strid
- Leucopogon longistylis Brongn. & Gris
- Leucopogon macrocarpus Schltr.
- Leucopogon malayanus Jack
- Leucopogon margarodes R.Br.
- Leucopogon marginatus W.Fitzg.
- Leucopogon maritimus Hislop
- Leucopogon microphyllus (Cav.) R.Br.
- Leucopogon minutifolius W.Fitzg.
- Leucopogon mitchellii Benth.
- Leucopogon mollis E.Pritz.
- Leucopogon multiflorus R.Br.
- Leucopogon muticus R.Br.
- Leucopogon nanus M.I.Dawson & Heenan
- Leucopogon neoanglicus F.Muell. ex Benth.
- Leucopogon neurophyllus F.Muell.
- Leucopogon nitidus Hislop
- Leucopogon nutans E.Pritz.
- Leucopogon obovatus (Labill.) R.Br.
- Leucopogon obtectus Benth.
- Leucopogon obtusatus Sond.
- Leucopogon oldfieldii Benth.
- Leucopogon oliganthus E.Pritz.
- Leucopogon opponens F.Muell.
- Leucopogon oppositifolius Sond.
- Leucopogon oreophilus J.M.Powell
- Leucopogon ovalifolius Sond.
- Leucopogon ozothamnoides F.Muell. ex Benth.
- Leucopogon pancheri Brongn. & Gris
- Leucopogon paradoxus Hislop
- Leucopogon parviflorus (Andrews) Lindl.
- Leucopogon pendulus R.Br.
- Leucopogon phyllostachys Benth.
- Leucopogon pilifer N.A.Wakef.
- Leucopogon pimeleoides A.Cunn. ex DC.
- Leucopogon planifolius Sond.
- Leucopogon plumuliflorus F.Muell.
- Leucopogon pogonocalyx F.Muell. ex Benth.
- Leucopogon polymorphus Sond.
- Leucopogon polystachyus R.Br.
- Leucopogon prolatus Hislop
- Leucopogon propinquus R.Br.
- Leucopogon psammophilus E.Pritz.
- Leucopogon pubescens S.Moore
- Leucopogon pulchellus Sond.
- Leucopogon racemulosus DC.
- Leucopogon recurvisepalus C.T.White
- Leucopogon reflexus R.Br.
- Leucopogon remotus Hislop
- Leucopogon riparius N.A.Wakef.
- Leucopogon rodwayi Summerh.
- Leucopogon rotundifolius R.Br.
- Leucopogon rubricaulis R.Br.
- Leucopogon rufus Lindl.
- Leucopogon rugulosus Hislop
- Leucopogon rupicola C.T.White
- Leucopogon ruscifolius R.Br.
- Leucopogon setiger R.Br.
- Leucopogon simulans Hislop
- Leucopogon sonderensis J.H.Willis
- Leucopogon spectabilis Hislop & A.R.Chapm.
- Leucopogon sprengelioides Sond.
- Leucopogon squarrosus Benth.
- Leucopogon stenophyllus Hislop
- Leucopogon stokesii Hislop
- Leucopogon striatus R.Br.
- Leucopogon strictus Benth.
- Leucopogon strongylophyllus F.Muell.
- Leucopogon stuartii F.Muell. ex Sond.
- Leucopogon subsejunctus Hislop
- Leucopogon tamariscinus R.Br.
- Leucopogon tamminensis E.Pritz.
- Leucopogon tenuicaulis J.M.Powell ex Hislop
- Leucopogon tenuis DC.
- Leucopogon tetragonus Sond.
- Leucopogon thymifolius Lindl. ex Benth.
- Leucopogon trichostylus J.M.Powell
- Leucopogon unilateralis Stschegl.
- Leucopogon validus Hislop & A.R.Chapm.
- Leucopogon verticillatus R.Br.
- Leucopogon virgatus R.Br.
- Leucopogon wheelerae Hislop
- Leucopogon woodsii F.Muell.
- Leucopogon xerampelinus de Lange, Heenan & M.I.Dawson
- Leucopogon yorkensis Pedley

... · 
Acrothamnus · 
Acrotriche · 
Agapetes · 
Agarista · 
Andersonia · 
Andromeda · 
Arbutus · 
Arctostaphylos · 
Calluna · 
Cassiope · 
Chimaphila · 
Daboecia · 
Dracophyllum · 
Empetrum · 
Enkianthus · 
Erica (Dophei) · 
Kalmia · 
Leptecophylla · 
Moneses · 
Monotropa · 
Orthilia · 
(Oxycoccus (Veenbes)) · 
Pieris · 
Pyrola (Wintergroen) · 
Rhododendron (Rododendron) · 
Vaccinium (Bosbes) . 
Woollsia . 
...